# Montcalm (Canada)
Montcalm è una municipalità regionale di contea del Canada, localizzata nella provincia del Québec, nella regione di Lanaudière.
Il suo capoluogo è Sainte-Julienne.

## Suddivisioni
City e Town
- Saint-Lin-Laurentides

Municipalità
- Saint-Alexis
- Saint-Calixte
- Saint-Esprit
- Saint-Jacques
- Sainte-Julienne
- Saint-Roch-de-l'Achigan
- Saint-Roch-Ouest

Parrocchie
- Saint-Liguori
- Sainte-Marie-Salomé